# 矢澤達宏
矢澤 達宏（やざわ たつひろ、1967年 - ）は、日本の政治学者。専門は、アフリカ・ラテンアメリカ政治・政治史。上智大学外国語学部ポルトガル語学科の教授。

## 略歴
1991年慶應義塾大学法学部政治学科卒業。1993年同大学院法学研究科政治学専攻前期博士課程修了、2001年同後期博士課程単位取得満期退学。
1994年モザンビークにおける国連平和維持活動に選挙監視要員として参加。1995年から1年間、ブラジル・サンパウロ大学大学院に留学した。
2001年敬愛大学国際学部専任講師、2005年助教授、2007年准教授。 
2008年政府開発援助（ODA）の国別第三者評価（モザンビーク）においてアドバイザーを務める。
2011年上智大学外国語学部准教授。2015年教授。

## 著書
- 『アフリカ その政治と文化』（小田英郎編、慶応通信、1993年）
- 『国際学入門』（細谷雄一共編、創文社、2004年）
- 『多文化世界における市民意識の比較研究――市民社会をめぐる言説と動態』（山本信人編、慶應義塾大学出版会、2005年）
- 『二〇世紀〈アフリカ〉の個体形成 南北アメリカ・カリブ・アフリカからの問い』（真島一郎編、平凡社、2011年）
- 『世界の中のアフリカ 国家建設の歩みと国際社会』（吉川元共著、SUP上智大学出版、2013年）